# Drágonyfalva
.

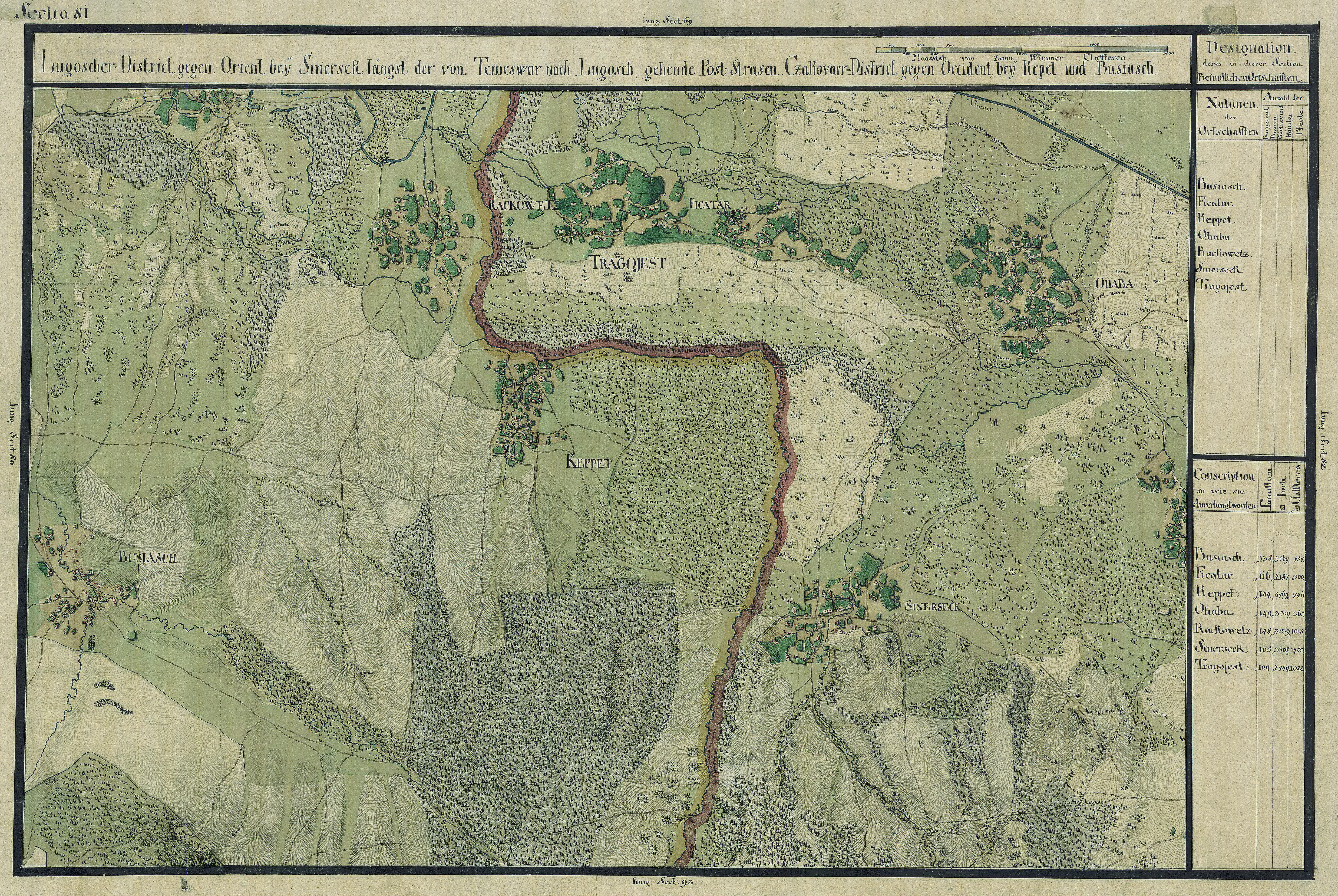
Drágonyfalva egy régi térképen

Drágonyfalva románul: Drăgoiești, falu Romániában, a Bánságbsn, Temes megyében.

## Fekvése
Buziásfürdőtől északkeletre, a Temes bal partján fekvő település.

## Története
Drágonyfalva nevét 1365-ben említette először oklevél Draganfalva, Dragonfalva néven. 1514–1516 között Dragonyesth,  1808-ban Dragojest, Dragoesti, 1888-ban Dragoest (Dragojest), 1913-ban Drágonyfalva formában írták.
1389-ben Zsigmond király a falut Losonczy István szörényi bánnak adományozta.
A 15. század elején pedig a Szeri Pósa-család volt a birtokosa. A család utolsó fiúsarjának Pósa Istvánnak az elhunytával, 1471-ben Mátyás király felerészben Guthi Országh Mihály nádornak és fiának Lászlónak, felerészben pedig Nádasdi Ongor Jánosnak adományozta. Lakosai ekkor még mind magyarok voltak. 1514-1516-ban Brandenburgi György volt a birtokosa. A 16. században románok költöztek ide, akik az egész török hódoltság alatt kitartottak. 
A Mercy-féle és az 1761. évi hivatalos térképen a lugosi kerületben lakott helységként tüntették fel. 1779-ben Temes vármegyéhez csatolták. 1807-ben a közalapítványi uradalom vette át.
1851-ben Fényes Elek írta a településről: „Dragojeste, Temes vármegyében, a Temes vize partján, melly gyakran kiárad. Van 900 óhitű lakosa, anyatemploma, 1443 holdnyi határa ... Agyagos földe igen termékeny, marha- és méhtenyésztése nevezetes. Birja a királyi alapítvány.”
A trianoni békeszerződés előtt Temes vármegye Buziásfürdői járásához tartozott. 1910-ben 942 lakosából 14 magyar, 22 német, 903 román volt. Ebből 29 római katolikus, 54 görögkatolikus, 852 görög keleti ortodox volt.

## Nevezetességek
- Görög keleti temploma 1905-ben épült.
- Bezdána tó - a település határában. A 20. század elejének adatai szerint arról volt nevezetes, hogy soha ki nem száradt, noha 2000 öl távolságra esett a Temes vizétől.